# 스파이 넥스트 도어
《스파이 넥스트 도어》(The Spy Next Door)는 미국에서 제작된 브라이언 레반트 감독의 2010년 액션, 코미디 영화이다. 성룡 등이 주연으로 출연하였고 로버트 시몬즈 등이 제작에 참여하였다. 2008년 10월 말 뉴멕시코 리오 란초에서 촬영이 시작되어 2008년 12월 말에 촬영이 종료되었다. 2010년 1월 15일 미국에서 라이온스게이트에 의해 개봉되었다. 이 영화는 2010년 5월 18일 DVD와 블루레이로 출시되었다.

## 출연

### 주연
- 성룡

### 조연
- 앰버 발레타
- 매들린 캐롤
- 윌 샤들리
- 알리나 폴리
- 루카스 틸
- 빌리 레이 사이러스
- 조지 로페즈
- 매그너스 쉐빙
- 캐서린 보처
- 데이빗 매테이
- 제프 체이스
- 마크 커브
- 트로이 브레나
- 미아 스탈라드
- 스티븐 에이랜드
- 스티븐 레이 버드
- 퀸 메이슨
- 시쿠오야 애덤스-라이스
- 프랭크 본드
- 카렌 M. 허드슨

## 기타
- 미술: 스티븐 J. 라인위버
- 세트: 칼라 커리
- 의상: 리사 젠슨

## 사운드트랙
- "Secret Agent Man"
- "The Way It Was"
- "Ba Ma De Hua"
- "One Way or Another"